# Thomas Gousset

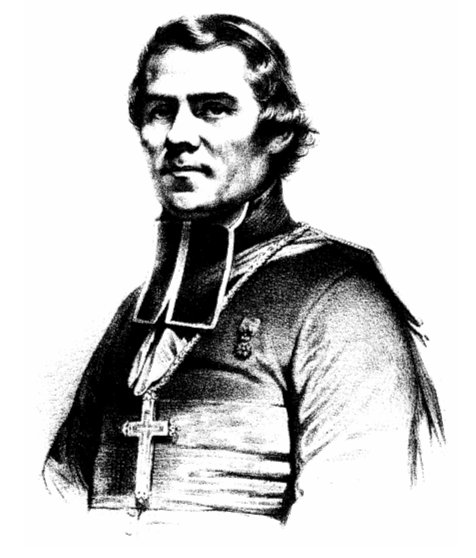
Thomas Gousset.

Thomas-Marie-Joseph Gousset, född den 1 maj 1792 i Montigny-lès-Cherlieu, död den 22 december 1866 i Reims, var en fransk prelat och teolog.
Gousset blev 1818 professor vid seminariet i Besançon, 1835 biskop i Périgueux, 1840 ärkebiskop i Reims och 1850 kardinal och medlem av franska senaten. Han ingrep kraftigt i de praktiskt kyrkliga strävandena, men utövade samtidigt en omfattande teologisk författarverksamhet i ortodox katolsk riktning. 
Hans mest bekanta arbete är Théologie morale (2 band, 1836). Dessutom kan nämnas Justification de la théologie morale du B. Liguori (1832), Théologie dogmatique (2 band; 1843), La croyance générale et constante de l'Église touchant l'immaculée conception de la bienheureuse Vierge (1855) och Exposition du droit canonique (1858).